# ایدیاش‌باش
ایدیاش‌باش (انگلیسی: Idyashbash) یک شهرک در شهرستان بوزدیاکسکی باشقیرستان کشور روسیه است.